# Майке Еверс
Майке Еверс (6 червня 1977 , Берлін ) — німецька академічна веслувальниця, дворазова олімпійська чемпіонка, дворазова чемпіонка світу.

## Біографія
Майке Еверс народилася 6 червня 1977 року у Західному Берліні, ФРН. Проходила підготовку в місті Рацебург у місцевому гребному клубі «Рацебургер».
Вперше заявила про себе у веслуванні у 1993 році, вигравши золоту медаль у парних четвірках на чемпіонаті світу серед юніорів у Норвегії. Через рік на юніорській світовій першості в Мюнхені посіла шосте місце в одиночці. Ще через рік на аналогічних змаганнях у польській Познані здобула перемогу у тій же дисципліні.
Потрапивши до основного складу німецької національної збірної, виступила на літніх Олімпійських іграх 1996 року в Атланті, де показала в одиночці лише тринадцятий результат.
У 1997 році успішно дебютувала на Кубку світу, вигравши етапи у Мюнхені, Парижі та Люцерні. Була найкращою і на чемпіонаті світу в Айгебелеті, обігнавши разом із Катрін Борон всіх своїх суперниць у програмі парних двійок.
У 1999 році у четвірках виграла етапи Кубка світу у Відні та Люцерні. Потім перемогла на світовій першості в Сент-Катарінсі, ставши таким чином дворазовою чемпіонкою світу з академічного веслування.
Завдяки низці вдалих виступів удостоїлася права захищати честь країни на Олімпійських іграх 2000 року в Сіднеї — у складі четвірки парної, куди також увійшли Керстін Ковальські, Маня Ковальські та Мануела Лутце, разом з якими виграла золоту медаль.
Після досить тривалої перерви, у 2004 році Еверс повернулася до основного складу гребної команди Німеччини та продовжила брати участь у найбільших міжнародних регатах. Зокрема, відзначилася перемогами на етапах Кубка світу у Познані та Мюнхені у двійках та четвірках відповідно. Пройшла відбір на Олімпійські ігри в Афінах — де спільно з Керстін Ковальські, Мануелою Лутце та Катрін Борон знову перемогла у програмі парних четвірок. Незабаром після закінчення цих змагань ухвалила рішення завершити спортивну кар'єру.
За видатні спортивні досягнення 16 березня 2005 була нагороджена вищою спортивною нагородою Німеччини «Срібний лавровий лист».
Окрім занять спортом служила у поліції. Згодом проявила себе на адміністративній роботі, була членом Олімпійської спортивної конфедерації Німеччини та Всесвітнього антидопінгового агентства.

## Виступи на Олімпіадах
| Олімпіада    | Дисципліна     | Місце |
| ------------ | -------------- | ----- |
| Атланта 1996 | одиночки       | 13    |
| Сідней 2000  | парні четвірки | 1     |
| Афіни 2004   | парні четвірки | 1     |

## Зовнішні посилання
- Майке Еверс — олімпійська статистика на сайті Sports-Reference.com (англ.) (архівна версія)
- Майке Еверс на сайті FISA.